# 고형산
고형산(高荊山, 1453년 ~ 1528년)은 조선 전기의 훈구파 문신으로 자는 정숙(靜叔), 시호는 위열, 본관은 횡성(橫城)이다.
해남 출생으로 1483년 별시문과에 병과로 급제하여 연산군 때 황해도 해주 목사, 함경북도병마절도사 등을 지냈다. 중종 때 대사헌을 지내다가 형조판서, 호조판서, 병조판서, 공조판서와 좌참찬을 거쳐 우찬성에 이르렀다.
1519년 남곤(南袞), 심정(沈貞), 홍경주(洪景舟)와 함께 기묘사화(己卯士禍)를 일으켜 조광조(趙光祖), 안당(安瑭) 등 신진 세력들을 숙청, 축출하였다. 평소 곧고 근검한 성품으로 수리에 밝아 행정능력이 뛰어났으며 청백리로 칭송받았다. 고형산은 후에 궤장을 하사받고 기로소에 들어갔다.

## 가족 관계
- 할아버지 : 고습(高襲)
  - 아버지 : 고사신(高思信)

## 횡성 고씨와 횡성 고씨
고형산이 속한 횡성고씨는 제주도 고을나의 후손인 제주 고씨 계열이다. 그러나 고형산이 속한 고을나계 외에 고인승 계열의 또다른 횡성고씨가 존재하는 것이 1990년경 알려졌다.

## 같이 보기
- 제주 고씨
- 중종 반정
- 기로소
- 청백리
- 조광조
- 안당